# Teodósio Corcorúnio
Teodósio Corcorúnio (em latim: Theodosius) foi um nobre armênio da família Corcorúnio, ativo no começo do século VII como oficial a serviço do Império Bizantino. Em 605/6, comandou um exército acampado numa fortaleza da Armênia, próximo da fortaleza de Anglo. Derrotado pelo exército sassânida liderado por Senitão Cosroes, refugiou-se na fortaleza e rendeu-se. Enviado à corte persa de Ctesifonte, foi bem recepcionado e recebeu dinheiro e pensão real, porém mais tarde caiu sob suspeita de Cosroes II (r. 590–628) e foi executado.